# Öl- und Sägmühle (Königheim)
Öl- und Sägmühle (auch Öl- und Sägemühle) ist eine ehemalige Mühle sowie ein aufgegangener Wohnplatz im Bereich der Schneidmühle auf der Gemarkung des Königheimer Ortsteils Gissigheim im Main-Tauber-Kreis im Nordosten Baden-Württembergs. Am Wohnplatz befindet sich heute das Feuerwehrhaus der Freiwilligen Feuerwehr Gissigheim sowie der Bauhof der Gemeinde Königheim.

## Geographie
Die Öl- und Sägmühle wird mittlerweile nicht mehr als eigenständiger Wohnplatz geführt und gilt als im angrenzenden Wohnplatz Schneidmühle aufgegangen.

## Geschichte
Auf dem Messtischblatt Nr. 6323 „Tauberbischofsheim“ von 1886 sowie auf dessen aktualisierten Versionen von 1928 und 1944 war vor Ort jeweils eine Kunstmühle verzeichnet. Der im heutigen Wohnplatz Schneidmühle aufgegangene Wohnplatz Öl- und Sägmühle kam als Teil der ehemals selbständigen Gemeinde Gissigheim am 1. Januar 1972 zur Gemeinde Königheim.

## Verkehr
Öl- und Sägmühle ist wie Gissigheim über die K 2836 sowie über die K 2893 zu erreichen.